# Chloeres acteana
Chloeres acteana är en fjärilsart som beskrevs av Reginald James West 1930.
Chloeres acteana ingår i släktet Chloeres och familjen mätare. Inga underarter finns listade i Catalogue of Life.